# Глостер Граус
Глостер Граус (енгл. Gloster Grouse) је британски ловачки авион који је производила фирма Глостер (енгл. Gloster). Први лет авиона је извршен 1923. године. 

Од овог авиона је усавршавањем настао Глостер Гребе. Један примерак је ипак продан Шведској.
Највећа брзина у хоризонталном лету је износила 206 km/h. Размах крила је био 8,23 метара а дужина 5,79 метара. Маса празног авиона је износила 624 килограма а нормална полетна маса 962 килограма. Био је наоружан са два митраљеза калибра 7,7 милиметара Викерс.

## Наоружање
| Наоружање авиона: Глостер Граус |     |
| Ватрено (стрељачко) наоружање   |     |
| Топ                             |     |
| Митраљез                        |     |
| Број и ознака митраљеза         | 2   |
| Калибар                         | 7,7 |
| Бомбардерско наоружање (бомбе)  |     |
| Ракетно наоружање (ракете)      |     |